# Mezinárodní krizová skupina
Mezinárodní krizová skupina (anglicky International Crisis Group, zkracováno ICG) je mezinárodní nevládní nezisková organizace, která se zaměřuje na předcházení konfliktům a jejich řešení v rámci celého světa. To činí formou analýz a z nich vycházejících rad jak jednotlivým vládám, tak mezinárodním organizacím, mimo jiné Organizaci spojených národů, Evropské unii a Světové bance. Je považována za nejvýznamnější analytickou a poradenskou agenturu v této oblasti, která není závislá na nějaké vládě.
Mezinárodní krizová skupina byla založena v roce 1995 tehdejším viceprezidentem Světové banky, Markem Mallochem Brownem, bývalým americkým diplomatem Mortonem Abramowitzem a Fredem Cunym, mezinárodním specialistou na zmírňování katastrof, který ve stejném roce záhadně zmizel v Čečensku.

## Zdroje příjmů
Mezinárodní krizová skupina je financována zejména vládami západního světa. V roce 40% příjmů přišlo od celkem 22 různých vlád, 32% příjmů od 15 filantropických organizací a 28% od soukromých osob a soukromých nadací.